# 12 Heures de Bathurst 2022
Navigation
Édition précédente Édition suivante
Les 12 Heures de Bathurst 2022 (2022 Liqui Moly Bathurst 12 Hour), disputées du 13 mai 2022 au 15 mai 2022 sur le Mount Panorama Circuit, sont la vingt-deuxième édition de cette épreuve. La course faisait partie de l'Intercontinental GT Challenge 2022.

## Course

### Classement de la course
Les voitures ne parcourant pas 70 % de la distance du gagnant sont non classées (NC).
| Pos        | Classe | no  | Écurie                                        | Pilotes                                                               | Châssis                          | Tours | Temps                 |
| ---------- | ------ | --- | --------------------------------------------- | --------------------------------------------------------------------- | -------------------------------- | ----- | --------------------- |
| Pos        | Classe | no  | Écurie                                        | Pilotes                                                               | Moteur                           | Tours | Temps                 |
| 1          | APA    | 75  | SunEnergy1 Triple Eight Race Engineering (en) | Kenny Habul Jules Gounon Martin Konrad Luca Stolz (en)                | Mercedes-AMG GT3 Evo             | 291   | 12 h 00 min 56 s 1980 |
| 1          | APA    | 75  | SunEnergy1 Triple Eight Race Engineering (en) | Kenny Habul Jules Gounon Martin Konrad Luca Stolz (en)                | Mercedes-Benz M159 6,2 l V8 Atmo | 291   | 12 h 00 min 56 s 1980 |
| 2          | APA    | 91  | Mercedes-AMG Team Craft-Bamboo Racing (en)    | Daniel Juncadella Maro Engel Kevin Tse (en)                           | Mercedes-AMG GT3 Evo             | 291   | + 8 s 7071            |
| 2          | APA    | 91  | Mercedes-AMG Team Craft-Bamboo Racing (en)    | Daniel Juncadella Maro Engel Kevin Tse (en)                           | Mercedes-Benz M159 6,2 l V8 Atmo | 291   | + 8 s 7071            |
| 3          | APA    | 888 | MANN FILTERTriple Eight Race Engineering (en) | Shane van Gisbergen Broc Feeney (en) Prince Jefri Ibrahim (en)        | Mercedes-AMG GT3 Evo             | 291   | + 1 min 35 s 3671     |
| 3          | APA    | 888 | MANN FILTERTriple Eight Race Engineering (en) | Shane van Gisbergen Broc Feeney (en) Prince Jefri Ibrahim (en)        | Mercedes-Benz M159 6,2 l V8 Atmo | 291   | + 1 min 35 s 3671     |
| 4          | APA    | 74  | Audi Sport Team Valvoline                     | Kelvin van der Linde Nathanael Berthon Brad Schumacher                | Audi R8 LMS Evo II               | 290   | + 1 tour              |
| 4          | APA    | 74  | Audi Sport Team Valvoline                     | Kelvin van der Linde Nathanael Berthon Brad Schumacher                | Audi FSI 5,2 L V10 Atmo          | 290   | + 1 tour              |
| 5          | APA    | 6   | Wall Racing (en)                              | Tony D'Alberto (en) David Wall (en) Adrian Deitz Grant Denyer (en)    | Lamborghini Huracán GT3 Evo      | 286   | + 5 tours             |
| 5          | APA    | 6   | Wall Racing (en)                              | Tony D'Alberto (en) David Wall (en) Adrian Deitz Grant Denyer (en)    | Lamborghini 5,2 L V10 Atmo       | 286   | + 5 tours             |
| 6          | APA    | 9   | Hallmarc Racing                               | Lee Holdsworth (en) Dean Fiore (en) Marc Cini                         | Audi R8 LMS Evo II               | 286   | + 5 tours             |
| 6          | APA    | 9   | Hallmarc Racing                               | Lee Holdsworth (en) Dean Fiore (en) Marc Cini                         | Audi FSI 5,2 L V10 Atmo          | 286   | + 5 tours             |
| 7          | APA    | 777 | Audi Sport Team Valvoline                     | Markus Winkelhock Ricardo Feller (en) Yasser Shahin (en)              | Audi R8 LMS Evo II               | 285   | + 6 tours             |
| 7          | APA    | 777 | Audi Sport Team Valvoline                     | Markus Winkelhock Ricardo Feller (en) Yasser Shahin (en)              | Audi FSI 5,2 L V10 Atmo          | 285   | + 6 tours             |
| 8          | APA    | 17  | Team BRM (en)                                 | Nick Percat (en) Joey Mawson (en) Mark Rosser                         | Audi R8 LMS Evo II               | 284   | + 7 tours             |
| 8          | APA    | 17  | Team BRM (en)                                 | Nick Percat (en) Joey Mawson (en) Mark Rosser                         | Audi FSI 5,2 L V10 Atmo          | 284   | + 7 tours             |
| 9          | AAM    | 47  | Supabarn Racing                               | David Russell (en) Paul Stokell (en) James Koundouris Theo Koundouris | Audi R8 LMS Evo II               | 283   | + 8 tours             |
| 9          | AAM    | 47  | Supabarn Racing                               | David Russell (en) Paul Stokell (en) James Koundouris Theo Koundouris | Audi FSI 5,2 L V10 Atmo          | 283   | + 8 tours             |
| 10         | C      | 222 | Prostate Cancer Foundation Racing / STM       | Scott Taylor Alex Davison Craig Lowndes Geoff Emery (en)              | Porsche 911 GT3 Cup              | 276   | + 15 tours            |
| 10         | C      | 222 | Prostate Cancer Foundation Racing / STM       | Scott Taylor Alex Davison Craig Lowndes Geoff Emery (en)              | Porsche 3,8 L Flat Six Atmo      | 276   | + 15 tours            |
| 11         | APA    | 24  | C Tech Laser by Tony Bates Racing             | Cameron Waters (en) David Reynolds (en) Tony Bates (en)               | Audi R8 LMS Evo II               | 256   | + 35 tours            |
| 11         | APA    | 24  | C Tech Laser by Tony Bates Racing             | Cameron Waters (en) David Reynolds (en) Tony Bates (en)               | Audi FSI 5,2 L V10 Atmo          | 256   | + 35 tours            |
| Non classé |        |     |                                               |                                                                       |                                  |       |                       |
| NC         | AAM    | 55  | Valmont Racing                                | Duvashen Padayachee (en) Sergio Pires Marcel Zalloua                  | Mercedes-AMG GT3 Evo             | 199   | + 92 tours            |
| NC         | AAM    | 55  | Valmont Racing                                | Duvashen Padayachee (en) Sergio Pires Marcel Zalloua                  | Mercedes-Benz M159 6,2 l V8 Atmo | 199   | + 92 tours            |
| Nc         | C      | 11  | Our Kloud-UpTo11 Motorsport                   | Aaron Zerefos Eric Constantindis Indiran Padayachee                   | Porsche 911 GT3 Cup              | 198   | + 93 tours            |
| Nc         | C      | 11  | Our Kloud-UpTo11 Motorsport                   | Aaron Zerefos Eric Constantindis Indiran Padayachee                   | Porsche 3,8 L Flat Six Atmo      | 198   | + 93 tours            |
| Abd.       | APA    | 4   | Grove Racing (en)                             | Ben Barker Brenton Grove (en) Stephen Grove                           | Porsche 911 GT3 R                | 197   | Accident              |
| Abd.       | APA    | 4   | Grove Racing (en)                             | Ben Barker Brenton Grove (en) Stephen Grove                           | Porsche 4,0 L Flat Six Atmo      | 197   | Accident              |
| Abd.       | AAM    | 45  | RAM Motorsport                                | Garth Walden (en) Brett Hobson Mike Sheargold                         | Mercedes-AMG GT3 Evo             | 170   | Accident              |
| Abd.       | AAM    | 45  | RAM Motorsport                                | Garth Walden (en) Brett Hobson Mike Sheargold                         | Mercedes-Benz M159 6,2 l V8 Atmo | 170   | Accident              |
| Abd.       | APA    | 65  | CoinSpot Racing Team                          | Chaz Mostert (en) Liam Talbot (en) Fraser Ross                        | Audi R8 LMS Evo II               | 161   | Accident              |
| Abd.       | APA    | 65  | CoinSpot Racing Team                          | Chaz Mostert (en) Liam Talbot (en) Fraser Ross                        | Audi FSI 5,2 L V10 Atmo          | 161   | Accident              |
| Abd.       | I      | 95  | MARC Cars Australia                           | Geoff Taunton Jake Camilleri Declan Fraser (en)                       | MARC II V8                       | 143   | Moteur                |
| Abd.       | I      | 95  | MARC Cars Australia                           | Geoff Taunton Jake Camilleri Declan Fraser (en)                       | Ford Modular 5,2 L V8 Atmo       | 143   | Moteur                |
| Abd.       | I      | 50  | M Motorsport                                  | Dale Wood (en) Glenn Wood Trent Harrison David Crampton               | KTM X-Bow GT2                    | 38    | Accident              |
| Abd.       | I      | 50  | M Motorsport                                  | Dale Wood (en) Glenn Wood Trent Harrison David Crampton               | Audi TFSI 2,5 L i5 Turbo         | 38    | Accident              |
| Abd.       | APA    | 19  | Nineteen Corp. Racing Team                    | Will Brown (en) Jack Perkins (en) Mark Griffith                       | Mercedes-AMG GT3 Evo             | 33    | Accident              |
| Abd.       | APA    | 19  | Nineteen Corp. Racing Team                    | Will Brown (en) Jack Perkins (en) Mark Griffith                       | Mercedes-Benz M159 6,2 l V8 Atmo | 33    | Accident              |
| Abd.       | I      | 52  | Speed / FX Wheels Racing PNG                  | Keith Kassulke Hadrian Morrall Zane Morse                             | MARC II V8                       | 15    | Accident              |
| Abd.       | I      | 52  | Speed / FX Wheels Racing PNG                  | Keith Kassulke Hadrian Morrall Zane Morse                             | Ford Modular 5,2 L V8 Atmo       | 15    | Accident              |

## Pole position et record du tour
- Pole position :
- Meilleur tour en course :  Kelvin van der Linde – 2 min 03 s 1173 (tour 256)

## À noter
- Longueur du circuit :
- Distance parcourue par les vainqueurs :